# Riograndense Futebol Clube
O Riograndense Futebol Clube é um clube brasileiro de futebol, da cidade de Santa Maria, no estado do Rio Grande do Sul.

## História
Fundado em 7 de maio de 1912, o 'Riograndense é considerado um dos 10 times mais antigos do Rio Grande do Sul. A primeira partida interestadual do Riograndense em Santa Maria foi no dia 24 de agosto de 1917, terminando em empate de 2 a 2 ao Guarany de Ponta Grossa, do Paraná. E sua primeira partida internacional em casa foi contra o Olimpia de Montevidéu (URU), de quem ganhou de 1 a 0. Sua melhor colocação do clube no Campeonato Gaúcho foi em 1921, quando ficou em segundo lugar, perdendo o título para o Grêmio.
Em 2016, sem recursos para reformar o seu Estádio e atender às demandas do Corpo de Bombeiros de Santa Maria, o Riograndense abandonou a Segunda Divisão do Campeonato Gaúcho. Assim, a Federação Gaúcha de Futebol o puniu o retirando de competições oficiais por dois anos.
Até o ano de 2023, inclusive, o Riograndense permanece com seu Departamento de Futebol profissional desativado. Somente em 2024 existe previsão de retorno, caso haja patrocínio, para disputar o campeonato gaúcho da segunda divisão, organizado pela Federação Gaúcha de Futebol.

## Título

### Estaduais
- Vice-Campeonato Gaúcho: 1921.[4]
- Campeonato do Interior: 1921.
- Campeonato Gaúcho - Série A2: 1978.
- Vice-Campeonato Gaúcho 3ª Divisão: 2003.
- Campeonato Citadino de Santa Maria: 38 vezes — 1913*, 1918, 1919, 1920, 1921, 1922, 1923, 1924, 1926, 1927, 1928, 1929, 1930, 1931, 1932, 1933, 1935, 1936, 1937, 1938, 1939, 1940, 1941, 1943, 1947, 1948, 1952, 1953, 1956, 1957, 1958, 1959, 1960, 1963, 1964, 1971, 1974 e 1976.[13]

* O campeonato de 1913 dividido com o XV de Novembro.
- Campeonato do centenário de Santa Maria: 1958
- Campeão dos 151 anos de Santa Maria: 2009.
- Tetracampeão Zona 3 em 1958, 1959 e 1963,1964
- Campeão Copa Oreco de Futsal 2014 - Categoria sub-17
- Vice-Campeão Citadino de Futsal Sub-17 2014

## Artilheiros
- Artilheiros do Campeonato Gaúcho

1. Mosquito - 1921 (3 gols).

- Artilheiros do Campeonato Gaúcho - Série B

1. Guinga - 1978 (23 gols).
2. Jajá - 2014 (12 gols).